# Partito Socialista Unito del Venezuela
Il Partito Socialista Unito del Venezuela (in spagnolo Partido Socialista Unido de Venezuela, PSUV) è un partito politico venezuelano, nato dallo scioglimento del Movimento Quinta Repubblica, che riunisce alcune delle forze politiche e sociali che appoggiano la Rivoluzione bolivariana guidata dal presidente Hugo Chávez.

## Storia
Il processo di fusione dei partiti che supportavano la rivoluzione bolivariana è stato coordinato da Hugo Chávez dopo la vittoria alle elezioni presidenziali del 2006. Il processo è stato guidato dal partito di Chávez, il Movimento Quinta Repubblica, e ha coinvolto numerosi partiti minori, tra i quali il Movimento Elettorale Popolare, l'Unión Popular Venezolana, il Movimento Tupamaro e la Lega Socialista, che complessivamente rappresentano il 45,99% dei voti ottenuti da Chávez alle presidenziali. Altri partiti bolivariani, tra i quali il Partito Comunista del Venezuela (PCV), Patria Para Todos (PPT) e Per la Democrazia Sociale (PoDemoS), che rappresentano il 14,60% dei voti, hanno scelto di non fondersi nel partito, ma sono in seguito entrati a far parte del Grande Polo Patriottico, la coalizione politica a sostegno di Chávez.
Il 7 marzo 2007 Chávez ha presentato un piano di organizzazione del partito valido fino a novembre. PoDemoS, PPT e PCV hanno inizialmente dichiarato che avrebbero atteso fino alla fondazione del partito prima di decidere se entrare a farne parte. Il 18 marzo Chávez dichiara al suo programma Aló Presidente di aver "spalancato le porte" a PoDemoS, PPT e PCV e che se i tre partiti "vogliono andarsene dall'alleanza, che se ne vadano e ci lascino in pace". Patria Para Todos ha deciso durante il congresso annuale del 10 aprile 2007, ribadendo comunque il suo supporto a Chávez e alla rivoluzione bolivariana. In seguito numerosi movimenti della sinistra rivoluzionaria sono entrati nel PSUV, tra i quali i partiti trotskisti Corriente Marxista Revolucionaria, Lucha de Classes e Socialismo Revolucionario.
Il congresso fondativo del partito si è svolto all'inizio del 2008, alla presenza di 1681 delegati. Chávez è stato eletto presidente del Partito il 14 marzo.

### Elezioni presidenziali del 2012 e rielezione di Hugo Chavez
Alle elezioni presidenziali in Venezuela del 2012 il partito ha candidato alla presidenza della Repubblica Hugo Chávez. Le elezioni del 7 ottobre 2012 hanno visto la vittoria del presidente in carica (sostenuto dal Grande Polo Patriottico), che ha ottenuto oltre il 54% dei voti contro il 45% dello sfidante Henrique Capriles Radonski (Alleanza Patriottica).

### Elezioni presidenziali del 2013 e vittoria di Nicolás Maduro
Dopo appena sei mesi dalle elezioni del 2012, il Venezuela torna alle urne a seguito della morte del Presidente Chávez. Il Partito Socialista Unito candida alla Presidenza Nicolás Maduro, presidente ad interim dal 5 marzo 2013. Le elezioni si sono svolte il 14 aprile e sono state vinte dal successore di Chavez, Nicolás Maduro, che ha ottenuto il 50,66% dei voti contro il 49,07% dello sfidante Henrique Capriles Radonski. Il risultato delle elezioni, contestato tra le polemiche da Capriles, è stato definitivamente confermato dal Consiglio Nazionale Elettorale dopo il riconteggio dei voti.

## Descrizione
Chávez ha dichiarato che "è un partito molto giovane", con un'età media tra i membri di 35 anni. Gli analisti sono d'accordo: "L'idea è che i più giovani saranno bolivariani [in supporto al partito], perché le loro famiglie hanno beneficiato di più dai programmi sociali di Chávez". Nel 2010 il più giovane fu Robert Serra diventando parlamentare a 23 anni.
Con la creazione del PSUV, le relazioni con gli ex alleati della coalizione si sono deteriorate. In occasione delle elezioni regionali del 2008, Chávez ha dichiarato che "Patria Para Todos e il Partito Comunista del Venezuela scompariranno dalla mappa politica, perché sono bugiardi e manipolatori".
Nell'aprile 2010 il congresso straordinario del Partito ha sancito la conferma di "principi generali", tra i quali il socialismo, il marxismo e il bolivarismo, l'umanismo, l'internazionalismo, il patriottismo, la difesa della democrazia partecipativa e la gestione democratica del partito. Il Partito è stato definito l'"avanguardia politica del processo rivoluzionario".

## Struttura
Il Partito è guidato a livello nazionale dal presidente (dal 5 marzo 2013 l'incarico è vacante per la morte del presidente Hugo Chávez), dal vicepresidente (Cilia Flores) e da un consiglio direttivo di 29 membri:
- Adán Chávez
- Alí Rodríguez Araque
- Ana Elisa Osorio
- Antonia Muñoz
- Aristóbulo Istúriz
- Carlos Escarrá
- Darío Vivas
- Diosdado Cabello
- Elías Jaua
- Érika Farías
- Freddy Bernal
- Héctor Navarro
- Héctor Rodríguez
- Jacqueline Faría
- Jorge Rodríguez
- Luis Reyes Reyes
- María Cristina Iglesias
- María León
- Mario Silva
- Nicolás Maduro
- Nohelí Pocaterra
- Rafael Ramírez
- Ramón Rodríguez Chacín
- Rodrigo Cabezas
- Tarek El Aissami
- Vanessa Davies
- Willian Lara
- Yelitza Santaella